# Necessary Evil (album)
Necessary Evil je páté sólové studiové album americké zpěvačky Debbie Harry. Vyšlo v září 2007, čtrnáct let po zpěvaččině předchozím albu Debravation. Na jeho produkci se podíleli Barb Morrison, Charles Nieland, Bill Ware a také Chris Stein, který s Debbie Harry působí v kapele Blondie. Deska se umístila na 86. příčce Britské albové hitparády.

## Seznam skladeb
1. Two Times Blue – 3:56
2. School for Scandal – 2:08
3. If I Had Yoo – 3:14
4. Deep End – 3:10
5. Love with Vengeance – 4:36
6. Necessary Evil – 3:26
7. Charm Redux – 1:15
8. You're Too Hot – 3:43
9. Dirty and Deep – 3:14
10. What Is Love – 4:30
11. Whiteout – 3:08
12. Needless to Say – 4:12
13. Heat of the Moment – 2:04
14. Charm Alarm – 4:53
15. Jen Jen – 5:15
16. Naked Eye – 4:28
17. Paradise – 6:20

## Obsazení
- Debbie Harry – zpěv, kytara, perkuse
- Super Buddha – různé nástroje
- Mark Marone – bicí
- Sean Travis Dempsey – klávesy, programování bicích
- Miss Guy – zpěv
- Chris Stein – různé nástroje
- Roy Nathanson – saxoson
- Bill Ware – různé nástroje